# Kiffosso I
Kiffosso I is een gemeente (commune) in de regio Sikasso in Mali. De gemeente telt 19.500 inwoners (2009).
De gemeente bestaat uit de volgende plaatsen:
- Fakoni
- Kalédougou I
- Kalédougou II
- Kiffosso I
- Kiffosso II
- Lebosso
- Makongo
- Odiola
- Pitiérésso
- Wolon
- Zangousso